# Lipinia subvittata
Espèce
Synonymes
- Cophoscincus subvittatus Günther, 1873

Lipinia subvittata est une espèce de sauriens de la famille des Scincidae.

## Répartition
Cette espèce se rencontre :
- aux Philippines sur l'île de Mindanao ;
- en Indonésie au Sulawesi.

## Publication originale
- Günther, 1873 : Notes on some reptiles and batrachians obtained by Dr. Adolf Bernhard Meyer in Celebes and the Philippine Islands. Proceedings of the Zoological Society of London, vol. 1873, p. 165-172 (texte intégral).